# 變形雀屏珊瑚
變形雀屏珊瑚（学名：Pavona varians）为蓮珊瑚科雀屏珊瑚屬下的一个种。